# Tumbarumba (region winiarski)
Tumbarumba – region winiarski położony w Nowej Południowej Walii, u stóp Gór Śnieżnych w Alp Australijskich. Nazwa regionu pochodzi od największej miejscowości leżącej w jego granicach – Tumbarumba. Region charakteryzuje się spadzistymi stokami i stosunkowo chłodnym klimatem (położony jest na szerokości 34°36' S), co sprzyja produkcji win musujących. Większość winnic położonych jest na wysokości od 500 do 800 m n.p.m.
Pierwsze winnice posadzono w tym regionie dopiero w 1983. 75% winogron pochodzących z Tumbarumby to szczepy pinot noir i chardonnay, z których wytwarza się tu przeważnie wina musujące. Łączna powierzchnia winnic w tym rejonie wynosi 309 hektarów. Oprócz pinot noir i chardonnay w okolicach uprawia się także odmiany sauvignon blanc, cabernet sauvignon i pinot meunier.

## Winnice
- Excelsior Peak
- Glenburnie Vineyard
- Tumbarumba Wine
- Tumbarumba Wine Growers